# Saint-Martin-du-Tilleul
 Saint-Martin-du-Tilleul  là một xã của tỉnh Eure, thuộc vùng Normandie, miền bắc nước Pháp.